# بيز دوان
بيز دوان (بالإنجليزية: Piz Duan)‏ هو أحد جبال سلسلة جبال الألب أوبيرهالبشتين ويقع في كانتون غراوبوندن في سويسرا. يحتل المرتبة رقم 166 في قائمة جبال سويسرا من حيث الارتفاع، إذ يبلغ ارتفاعه حوالي 3131 متر، بينما يبلغ ارتفاع نتوء الجبل 482 متر، هذا وقد سجل أول وصول لقمة الجبل عام 1859.